# Hans-Georg Jakobson
Hans-Georg Jakobson (* 1957 oder 1958; † 29. Juli 1993) wurde am 28. Juli 1993 im Alter von 35 Jahren von drei Neonazis zwischen Strausberg und Petershagen aus einer fahrenden S-Bahn geworfen. Er verstarb einen Tag später im Krankenhaus an den Folgen des Angriffs.

## Tathergang

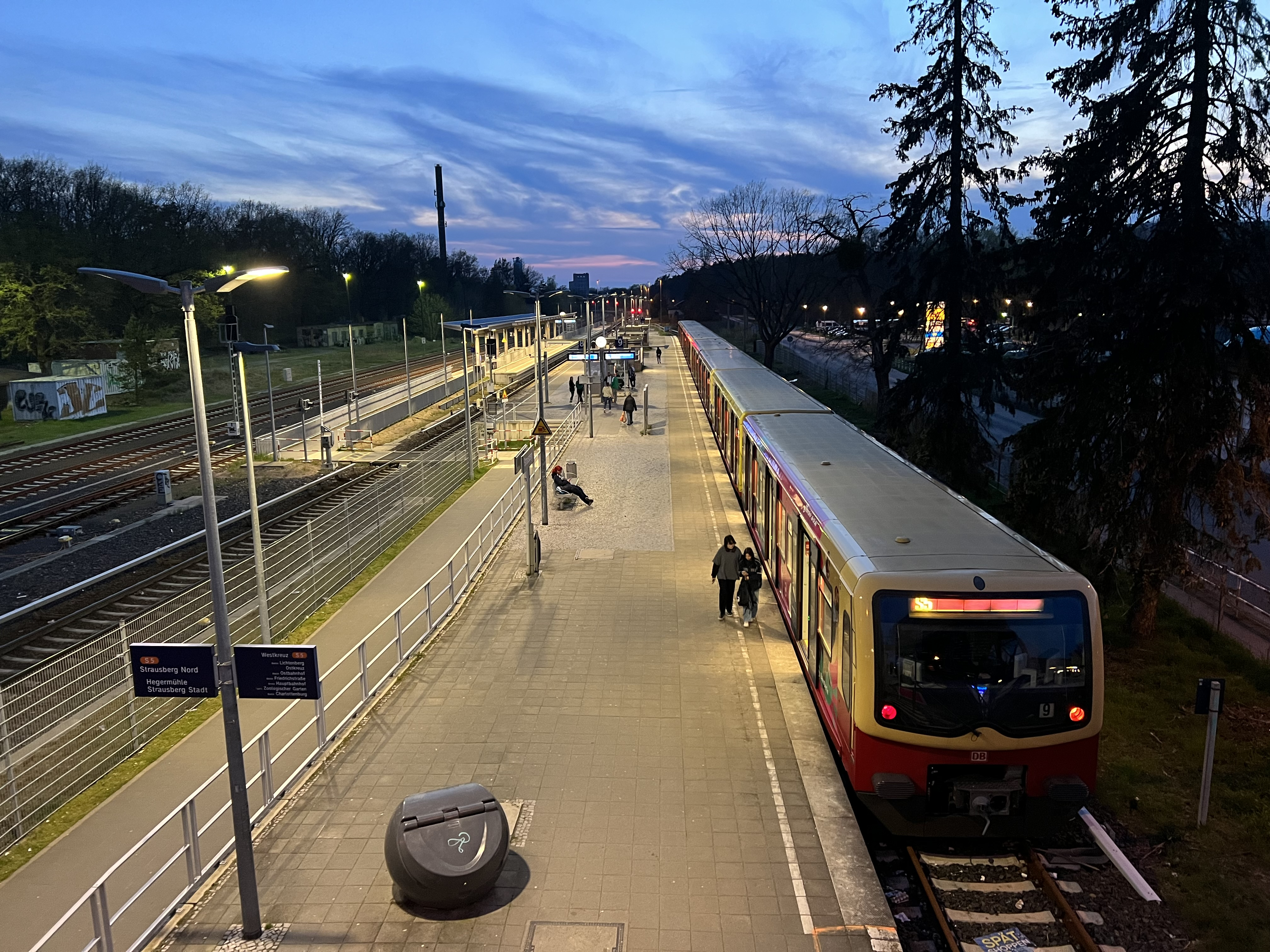
Bahnhof Strausberg

Die drei Täter René Berger, Henry Günther und Thomas Domke verbrachten den Abend zunächst mit anderen Neonazis in der Nähe des Bahnhofs Strausberg, der zu der Zeit als Treffpunkt für Neonazicliquen bekannt war. Hier trafen sie bereits die Entscheidung Menschen zu überfallen und so Geld zu beschaffen. Auch die Äußerung „daß man mal ‚jemand aus der S-Bahn fliegen lassen‘ wolle“, fiel bereits zu diesem Zeitpunkt. Die Neonazis stiegen gegen 23:30 Uhr in eine S-Bahn, in der der zu dieser Zeit arbeits- und wohnungslose Hans-Georg Jakobsen schlief. Er war der einzige Fahrgast des Abteils und wurde somit von den Neonazis als Opfer ausgewählt.
Sie durchwühlten seine Kleidung nach Geld und anderen Wertgegenständen. Als sie nichts fanden, begannen sie auf ihn einzuschlagen. Anschließend schleiften zwei der Neonazis Hans-Georg Jakobson zur offenen S-Bahn-Tür, der sich nun wehrte am Haltegriff festhielt, aber der dritte Täter trat ihm auf die Hand und löste somit seinen Griff. Hans-Georg Jakobson wurde zwischen Strausberg und Petershagen aus der fahrenden Bahn geworfen. Als eine andere S-Bahn an der Stelle vorbeifuhr und der Fahrer Hans-Georg Jakobson neben dem Gleis liegen sah, leitete dieser eine Notbremsung ein. Hans-Georg Jakobson war zu diesem Zeitpunkt schwerverletzt und rief nach Hilfe. Er schilderte dem Fahrer den Angriff und wurde in ein Krankenhaus gebracht. Die Täter fuhren mit einer entgegengesetzten S-Bahn nochmal zum Tatort um nachzusehen, ob Hans-Georg Jakobson die Tat überlebte. Auf ihrer Fahrt bedrohten sie zwei weitere Personen mit einer Gaspistole und raubten sie aus.
Hans-Georg Jakobson starb am darauffolgenden Tag im Krankenhaus. Ursächlich war ein Blutungsschock und zahlreiche Frakturen und Weichteilverletzungen, die ihm durch die Angreifer zugefügt wurden.

## Ermittlungen
Am 31. Juli 1993 wurden die Täter von der Polizei festgenommen. Eine weitere ausgeraubte Person erkannte einen der Täter an einem Strausberger Imbissstand wieder und alarmierte die Polizei.
Im Januar 1994 wurden die drei Täter vor dem Landgericht Frankfurt (Oder) wegen Mordes, schweren Raubes in Tateinheit mit gefährlicher Körperverletzung sowie wegen versuchten Raubes in Tateinheit mit gefährlicher Körperverletzung verurteilt. René Berger galt als einer der Haupttäter und wurde wegen einschlägiger Vorstrafen zu einer Jugendstrafe von acht Jahren verurteilt. Neben regelmäßigen Überfällen in der S-Bahn hatte er am 25. Juli 1992 zwei chinesische Professoren in Neuenhagen aus rassistischen Motiven angegriffen und einen davon schwer verletzt. Die anderen beiden Täter wurden zu Jugendstrafen von sechs Jahren verurteilt.

Es fanden drei Verhandlungstage statt. Keiner der Täter zeigte Empathie mit Hans-Georg Jakobson. Die rechte Gesinnung wurde insbesondere bei René Berger schnell klar, da er sie offen zugab. Das kriminalprognostische Gutachten, welches zur Haftzeit erstellt wurde, attestierte ihm außerdem eine leitende Rolle in der Neonazigruppe: 

„Zum Zeitpunkt der Tat war Herr B. an eine rechtsradikale Gruppierung gebunden […] und [hat] sich zu einem Ideengeber und damit quasi einem Anführer entwickelt […], Herr B. empfand es auf der psychodynamischen Ebene als wohltuend und entlastend, die Angst der Menschen auf der Straße zu spüren und im Verbund mit seinen Mittätern das Gefühl vermeintlicher Stärke und Macht zu erleben.“

Trotz der mehrfachen Thematisierung der neonazistischen Einstellung der Täter wurde die Tat vor Gericht nicht als ideologisch begründet dargestellt. Die Staatsanwaltschaft stellte in ihrer Anklageschrift die Tat in den Bezug zur rechten Ideologie der Täter: „Das Opfer, das bereits seines ungepflegten Äußeren wegen in den Angeschuldigten nicht die Hoffnung wecken konnte, größere Mengen Bargeld bei sich zu tragen, wurde von diesen wie ein lebensunwertes Subjekt bzw. wie eine Sache behandelt.“ Das Gericht stellte die Tat allerdings so dar, dass die Täter Hans Georg Jakobson aus Enttäuschung über die ausbleibende Beute einen „Denkzettel“ verpassen wollten. Das psychologische Gutachten von Thomas Domke widersprach dem jedoch: „Er wollte eigentlich von dem Opfer kein Geld haben. Man habe ungerichtet nach ihm geschlagen.“
Während und nach der Haft blieb René Berger weiter in neonazistischen Netzwerken aktiv. Er wurde Anführer einer neonazistischen Häftlingsgruppe und erhielt Unterstützung von der Hilfsorganisation für nationale politische Gefangene und deren Angehörige. Nach der Freilassung war er eine führende Persönlichkeit in der Kameradschaft „Alternative Nationale Strausberger Dart-, Piercing- und Tattoo-Offensive“ (ANSDAPO), organisierte Rechtsrockkonzerte und wurde häufig als Ordner bei rechtsextremen Veranstaltungen eingesetzt.

## Gedenken

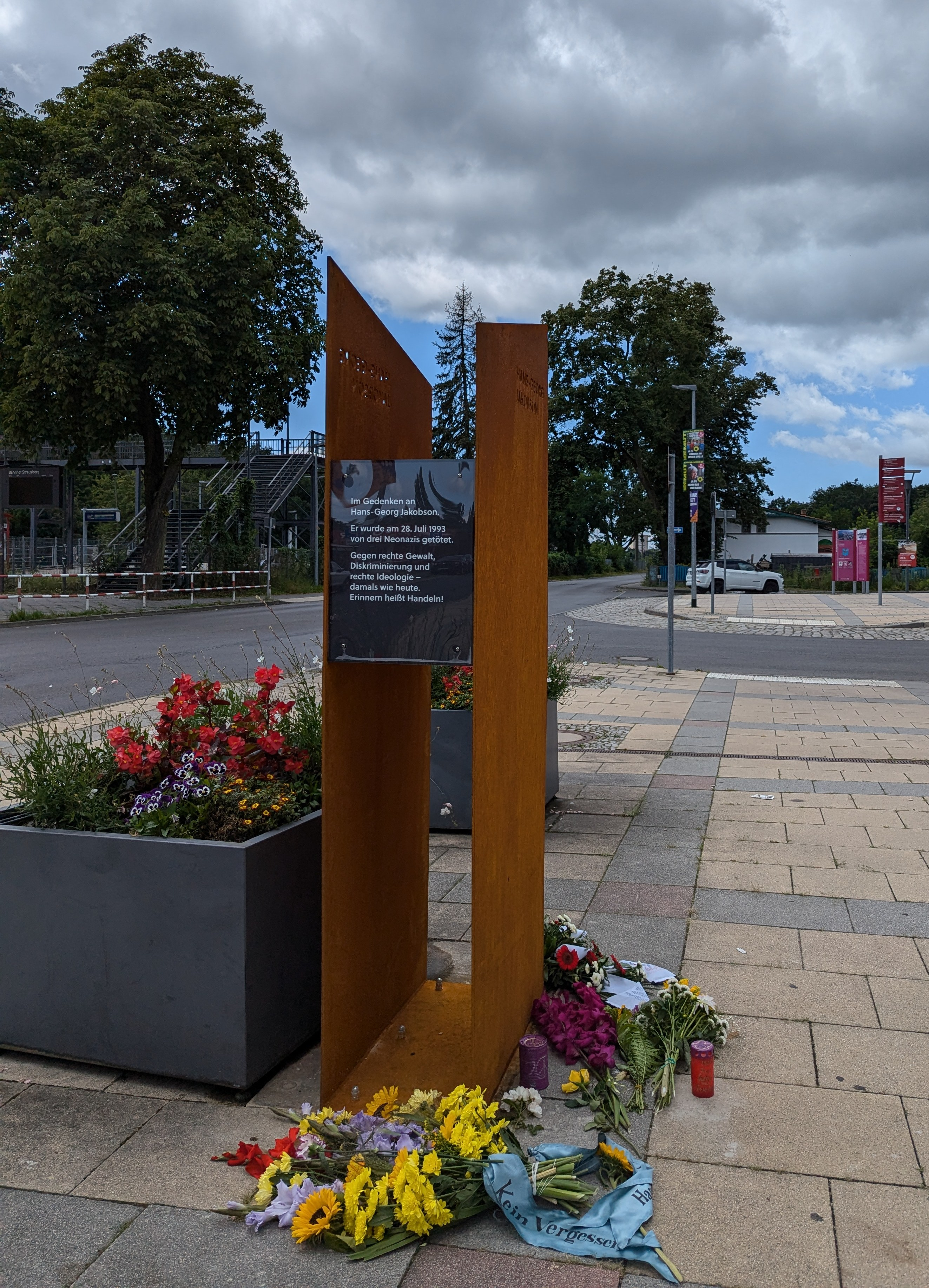
Gedenkstele in Strausberg Vorstadt (Bahnhofsvorplatz)

Am 28. Juli 2013 fand in Strausberg anlässlich des 20. Jahrestages des Angriffs auf Hans-Georg Jakobson die erste Gedenkveranstaltung am Bahnhof Strausberg statt. Auch in den Folgejahren kam es immer wieder zu Kundgebungen. Am 28. Juli 2024, am 31. Jahrestag des Mordes, wurde auf dem Vorplatz des Bahnhofs Strausberg ein Denkmal zum Gedenken an Jakobson eingeweiht.
Das Moses Mendelssohn Zentrum stellte 2015 in einer Nachuntersuchung des Falls fest, dass ein politisches Motiv in den Falle nicht nachweisbar sei, es jedoch „Angesichts der Gesamtumstände dieses Tötungsdelikts sowie weiterer Taten, der politischen Einstellung der Täter und des rechtsextremen Umfeldes, in dem diese sich bewegen, […] ein politischer Hintergrund der Tat allerdings durchaus plausibel [ist].“